# Calcochloris leucorhinus
Calcochloris leucorhinus é uma espécie de mamífero da família Chrysochloridae. Pode ser encontrada em localidades esparsas na Angola, República Democrática do Congo, Camarões, e República Centro-africana.